# Варшавский процесс (1339)
Варша́вский проце́сс (пол. Proces warszawski) — судебный процесс по поводу территориальных споров между Королевством Польским и Тевтонским орденом, проведённый представителями Святого Престола в Варшаве в 1339 году (понтификат Бенедикта XII).
Процесс начался 4 февраля по инициативе короля польского Казимира III. Процесс стал итогом отказа Казимира признать неблагоприятное для него решение вышеградского процесса 1335 года, по которому Помезания и Хелминская земля признавались «вечный пожалованием» Ордену.
Судьями на процессе выступили сборщики (коллекторы) апостольской камеры Герхард де Карцерибус и Пётр Ле Пуй. Представителями польского короля были прокуроры Бертольд из Рацибужа, Ярослав Богория и Войцех из Бохни.
Польская сторона подготовила акт, описывающий историю польско-тевтонских отношений и требующий возвращения Польше Восточного Поморья (Померелии), Хелминской (Кульмерланда) и Михаловской земель, Куявии и Добжиньской земли.
Было выслушано 126 свидетелей, после чего 15 сентября 1339 года суд принял решение: Тевтонский орден должен вернуть занятые польские земли в обмен на 194 500 гривен. Затраты на проведение процесса должны были быть покрыты крестоносцами.
Тевтонский орден не признал итог варшавского процесса, с самого начало процесса ставя под сомнение компетенцию суда. Крестоносцы подали апелляцию в папскую курию в Авиньоне. Бенедикт XII поддержал Орден.